# Lobão Elétrico: Lino, Sexy & Brutal (Ao Vivo Em São Paulo)
Lobão Elétrico: Lino, Sexy & Brutal ao Vivo em São Paulo é o quarto álbum ao vivo do cantor brasileiro Lobão, lançado no dia 2 de outubro de 2012 pela gravadora Deckdisc, em CD e DVD.

## Gravação
O show foi gravado em uma única noite em outubro de 2011 na casa de shows em São Paulo, Citibank Hall.

## Faixas
Compõem as faixas do disco: 

### Versão simples
| N.º | Título                    | Duração |  |
| 1.  | "Não Quero O Seu Perdão"  | 4:04    |  |
| 2.  | "Vamos Para O Espaço"     | 4:55    |  |
| 3.  | "Bambina"                 | 3:23    |  |
| 4.  | "Canos Silenciosos"       | 3:11    |  |
| 5.  | "Decadence Avec Elegance" | 3:34    |  |
| 6.  | "El Desdichado II"        | 4:41    |  |
| 7.  | "Mais Uma Vez"            | 5:31    |  |
| 8.  | "A Vida é Doce"           | 4:54    |  |
| 9.  | "Você E A Noite Escura"   | 4:14    |  |
| 10. | "Das Tripas Coração"      | 4:22    |  |
| 11. | "Ovelha Negra"            | 5:07    |  |
| 12. | "Balada Do Inimigo"       | 4:28    |  |
| 13. | "O Roque errou"           | 3:58    |  |

### Versão deluxe
| N.º | Título                                   | Duração |  |
| 1.  | "Não Quero O Seu Perdão"                 | 4:04    |  |
| 2.  | "Vamos Para O Espaço"                    | 4:55    |  |
| 3.  | "Bambina"                                | 3:23    |  |
| 4.  | "Canos Silenciosos"                      | 3:11    |  |
| 5.  | "Decadence Avec Elegance"                | 3:34    |  |
| 6.  | "El Desdichado II"                       | 4:41    |  |
| 7.  | "Mais Uma Vez"                           | 5:31    |  |
| 8.  | "A Vida é Doce"                          | 4:54    |  |
| 9.  | "Você E A Noite Escura"                  | 4:14    |  |
| 10. | "Das Tripas Coração"                     | 4:22    |  |
| 11. | "Ovelha Negra"                           | 5:07    |  |
| 12. | "Balada Do Inimigo"                      | 4:28    |  |
| 13. | "O Roque errou"                          | 3:58    |  |
| 14. | "Essa Noite, Não"                        | 3:11    |  |
| 15. | "Me Chama"                               | 3:39    |  |
| 16. | "Rádio Blá (Blá, Blá, Blá... Eu Te Amo)" | 4:14    |  |
| 17. | "Corações Psicodélicos"                  | 3:58    |  |
| 18. | "Vida Bandida"                           | 3:14    |  |
| 19. | "Por Tudo Que For"                       | 3:55    |  |

## Recepção da crítica
O jornal Valor Econômico, em crítica mista anotou que: "Pela segunda vez consecutiva, Lobão nos entrega um "ao vivo" pautado em sucessos de carreira, faixas recentes e algumas poucas novidades. A fórmula, que é o feijão com arroz do atual mercado fonográfico, soa um tanto comprometedora para um artista notório por alfinetar os vícios da indústria". 

## Banda
Fizeram parte da banda no show: 
- Dudinha Lima - Baixo
- Armando Cardoso - Bateria
- André Caccia Bava - Guitarra
- Luís Sérgio Carlini - Guitarra